# Nik Pierumow
Nik Pierumow, właśc. Nikołaj Daniłowicz Pierumow (ur. 21 listopada 1963 w Leningradzie) – rosyjski pisarz fantasy i science-fiction, który napisał m.in. cykl Pierścień mroku (Кольцо Тьмы), którego akcja rozgrywa się w Śródziemiu J.R.R. Tolkiena.

## Życiorys
Nikołaj Pierumow urodził się 21 listopada 1963 w Leningradzie. Ukończył studia z zakresu biofizyki, na wydziale Fizyki i Mechaniki Politechniki Leningradzkiej. Uzyskał tytuł inżyniera fizyka. Zajmował się biologią molekularną, przez dziesięć lat pracował w tajnym Leningradzkim Instytucie Naukowo-Badawczym Preparatów Biologicznych Wysokiej Czystości.
Pisać zaczął pod koniec lat 70 XX wieku. W tym okresie fascynowała go fantastyka, a w szczególności twórczość J.R.R. Tolkiena. Dzieła tego pisarza czytał w oryginale, opracował też własne tłumaczenia. Aktywnie uczestniczył w ruchu fanów Tolkiena, często można go było spotkać w sieci FIDO, gdzie występował pod pseudonimem „kapitan Urthang”. Pierwszym dużym dziełem Pierumowa, wtedy jeszcze pisarza amatora, była dylogia „Нисхождение Тьмы или 300 лет спустя”, której akcja dzieje się w stworzonym przez Tolkiena Śródziemiu.
Za namową kolegi Pierumow w roku 1993 opublikował dylogię. Po pół roku książkę poddano gruntownej redakcji i opublikowano w wydawnictwie „Sieviero-Zapad”. W dalszej twórczości zrezygnował z tego kierunku i akcję powieści umieszczał w światach wykreowanych przez siebie. W późniejszym okresie Pierumow tworzył także space-opery i steampunk (razem z Siergiejem Łukjanienko).
W roku 1998, po kryzysie finansowym w Rosji, Pierumow wyjechał do USA, do Dallas. Obecnie wraz z żoną i trzema synami mieszka w Karolinie Północnej, gdzie pisze książki i pracuje w instytucie naukowo-badawczym, zajmując się swą podstawową specjalnością – biofizyką i biologią molekularną.

## Nagrody
- W 1999 r. na IV Kongresie w Sankt Petersburgu otrzymał nagrodę Strannik za książkę Brylantowy miecz, drewniany miecz – pierwszą część cyklu „Kroniki Przełomu” (wydanie polskie – Fabryka Słów, 2011)
- W 2004 r. na IV konwencie „RosKon – 2004” został uznany za najlepszego rosyjskiego pisarza fantasy
- W 2004 r. na konwencie Eurocon uznany za najlepszego autora w Europie
- W 2004 r. czasopismo Mir fantastyki przyznało książce Czaszka na niebie tytuł najlepszej rosyjskojęzycznej powieści fantastycznej roku
- W 2005 r. otrzymał nagrodę Strannik za cykl Kroniki Hjörwardu, który – zdaniem redakcji – wywarł największy wpływ na rozwój rosyjskiej fantastyki
- 6 stycznia 2007 na konwencie MosKon-2006 otrzymał nagrodę Srebrna strzała za powieść Война мага. Конец игры (brak wydania polskiego) w kategorii najlepsza książka roku
- W 2007 r. czasopismo Mir fantastyki przyznało książce Война мага. Конец игры (brak wydania polskiego) tytuł najlepszej rosyjskojęzycznej powieści fantastycznej wydanej w roku 2006
- W 2007 r. czasopismo Mir fantastyki przyznało książkom Война мага. Конец игры i Война мага. Эндшпиль tytuł najlepszej kontynuacji cyklu rosyjskojęzycznego
- W 2007 r. na VII konwencie „RosKon – 2007” został uznany za najlepszego rosyjskiego pisarza fantasy